# Eva Schorr
Eva Schorr, geborene Eva Weiler, (* 28. September 1927 in Crailsheim, Württemberg; † 20. Januar 2016 in Stuttgart) war eine deutsche Komponistin und Malerin.

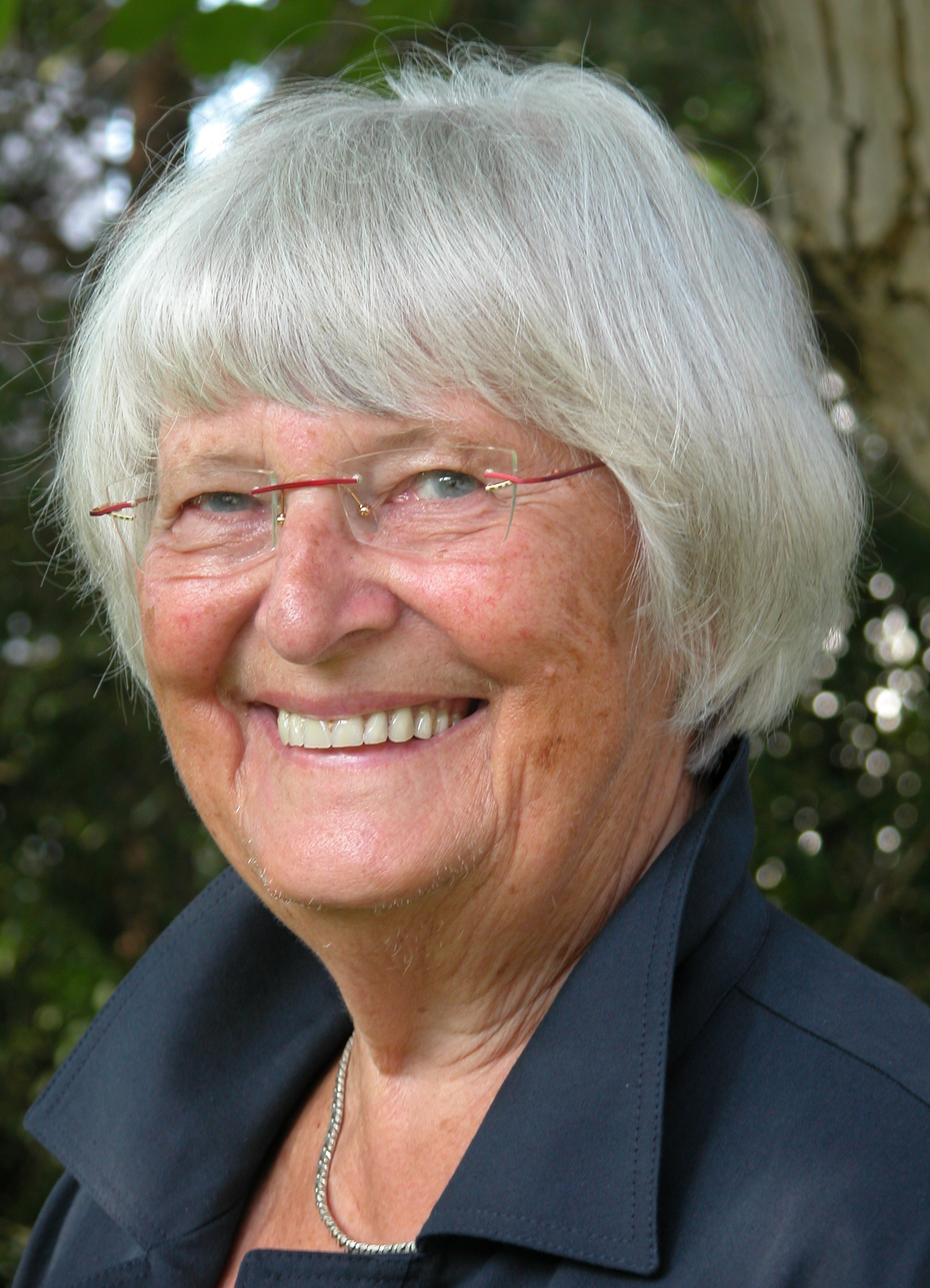
Eva Schorr (2007)

## Ausbildung und Wirken
Eva Weiler erhielt den ersten musikalischen Unterricht von ihren Eltern. Die Mutter gab ihr Klavierunterricht und der Vater, ein Musik- und Kunsterzieher, förderte auch ihr bildnerisches Gestalten. Mit acht Jahren wurden ihre ersten Kompositionen bekannt, mit fünfzehn und sechzehn Jahren erhielt sie Preise für Komposition und Orgelspiel. Als ausgeprägte künstlerische Doppelbegabung malte sie ihr Leben lang. Darüber berichten das Buch Annäherung I von Brunhilde Sonntag und das Portrait. Ab 1947 studierte sie Kirchenmusik an der Musikhochschule Stuttgart: Orgel bei Hermann Keller und Anton Nowakowski sowie Komposition bei Johann Nepomuk David. Später wurde sie im Rahmen der Darmstädter Ferienkurse in Kranichstein durch ihre persönliche Zusammenarbeit mit Olivier Messiaen sehr beeinflusst.
1951 legte sie die Kirchenmusikalische A-Prüfung und die Reifeprüfung in Komposition mit Bestnoten ab. Als sie sich im selben Jahr um die an der Musikhochschule ausgeschriebene Stelle für Komposition bewarb, wurde sie mit der Begründung abgelehnt, dass diese Stelle ein Mann ausfüllen müsse. Sie heiratete den Stuttgarter Musikredakteur Dieter Schorr; das Ehepaar bekam drei Kinder.

„Ich habe versucht die Familie, das Komponieren und das Malen gleichberechtigt nebeneinander zu bewältigen. Bei diesem Ineinandergreifen von drei produktiven Zweigen meiner Existenz gibt es keine Dominanz, was wiederum die Toleranz meines Mannes und meiner Kinder zur Selbstverständlichkeit werden ließ.“

## Kompositionen
Schorr komponierte Kammermusik, Orchesterwerke, Choralmusik, Bühnen- und Filmmusik und eine Kinder- und Jugendoper Die Katze des Königs (1989), deren Material im Carus-Verlag und bei Edition Peters erschien. Seit 1986 sind Kompositionen von Schorr im Furore Verlag, Carus-Verlag, bei der Edition Gamma und im Verlag Edipason erschienen.

### Stilistisches
Über Eva Schorrs künstlerische Sichtweise und Motivation wird in Portrait berichtet.

„Hier (Lieder 1961) wurde mit serieller Methode in eigenständiger Diktion dem Wort überzeugend nachgespürt und auch im Klaviersatz eine konstruierte Form gefunden.“

### Werke (Auswahl)
Für größeres Ensemble, bzw. Orchester
- Kammersinfonie (1953)
- Septuarchie, Violinkonzert (1975)
- Initialen F-G-H-S. (Einspielung: Kammerensemble Niggemann, Hans-Ulrich Niggemann (Flöte), Friedrich Milde (Oboe), Grete Niggemann (Violine), Siegfried Petrenz (Cembalo) (1977) Mitschnitt SDR)
- Mixed Suite, Fassung 1984 für gemischtes Orchester in vier Sätzen

Soli instrumental und vokal mit und ohne Instrument/Kammerensemble
- Drei Lieder nach Texten von Gottfried Benn (1961)
- Rhythmische Etüden für Klavier (1961)
- Sonate für Klavier
- Sonaten für Violine, Violoncello und Flöte mit Klavier
- … und predigte den Vögeln … für Harfe (1980)
- Mixed Suite für Flöte und Gitarre
- Pas de Trois Tanzsuite für Streichtrio
- Rondo und 10 Variationen für Streichquartett
- Zeiträume für Bläserquintett und Klavier (1990)

Musik für/mit Orgel
- Fantasie, Choral und Fuge für Englischhorn und Orgel
- Psalm 98 für Orgel
- 97. Psalm für Soli, Chor und Orgel
- In der Welt habt ihr Angst, Kantate für Mittlere Stimme, Violine und Orgel
- Ritornell (Meditation) für Violine und Orgel
- Fantasie, Choral und Fuge für Orgel und Oboe

Musik für Chor
- Wir sind ein Teil der Erde Choral
- Kyrie
- 6 Motetten für Chor

## Auszeichnungen
- 1961: Komponistinnenpreis (Anerkennungsbrief) der GEDOK, des Internationalen Komponistinnenwettbewerbs Mannheim, für ihre Lieder nach Gottfried Benn
- 1962: Goldmedaille und Ehrendiplom beim 4. Internationalen Kompositionswettbewerb Buenos Aires[2]
- 1966: V. Internationaler Wettbewerb für Komponistinnen Mannheim 1966, „Briefwürdigung“ in der Kategorie Orchestermusik für das Violinkonzert
- 1976: VI. Internationaler Wettbewerb für Komponistinnen in Mannheim (veranstaltet von der GEDOK), als einzige deutsche Preisträgerin lobende Erwähnung für ihre „6 Bilder für Klavier“
- 1996: Preisträgerin der Stiftung der Württembergischen Hypothekenbank für Kunst und Wissenschaft
- 1997: European Women Composers Contest Nijmegen, honorable mentions für “Wir sind ein Teil der Erde”
- 1997: Elle-Hoffmann-Preis der GEDOK